# Yale Union Laundry Building
Le Yale Union Laundry Building, aussi connu comme le Yale Laundry Building, le City Linen Supply Co. Building, le Perfect Fit Manufacturing et simplement le Yale Union (YU), est un bâtiment de Portland dans l'Oregon, aux États-Unis. Il est inscrit sur le Registre national des lieux historiques depuis le 19 juillet 2007.

## Histoire
Structure commerciale de deux étages, le bâtiment est construit en grande partie en briques en 1908 et agrémentée de décorations de style néo-Renaissance et éclectisme égyptien. Des ajouts en 1927 et 1929 ont changé la structure originale du bâtiment vers une forme de L.
La préservation des éléments de l'époque de la blanchisserie industrielle de Portland et sa relation avec le mouvement syndical des femmes et la montée de la classe moyenne aux États-Unis, sont des facteurs qui ont favorisé l'inscription de l'immeuble sur le Registre national des lieux historiques.
Construit et géré par Charles F. Brown, un entrepreneur, le bâtiment a été acheté en 1927 par HHome Services Company, un consortium de blanchisseries. American Linen Supply puis Perfect Fit Manufacturing, un fabricant de tissus pour l'automobile, ont utilisé le bâtiment après sa vente par Home Services Company en 1950. Acquis par Alter LLC en 2008, le bâtiment abrite Yale Union (YU), un centre d'art contemporain,.

## Galerie

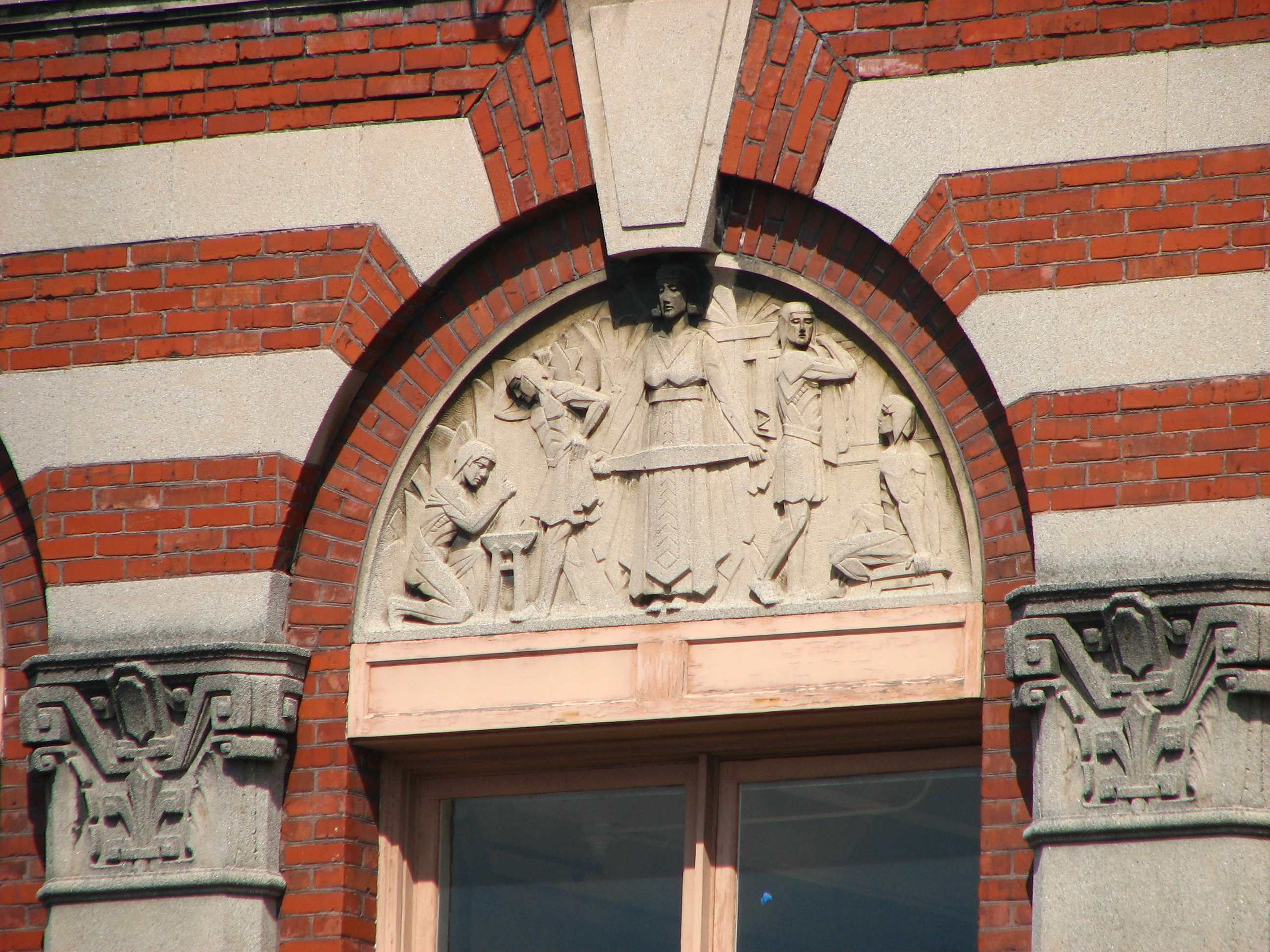
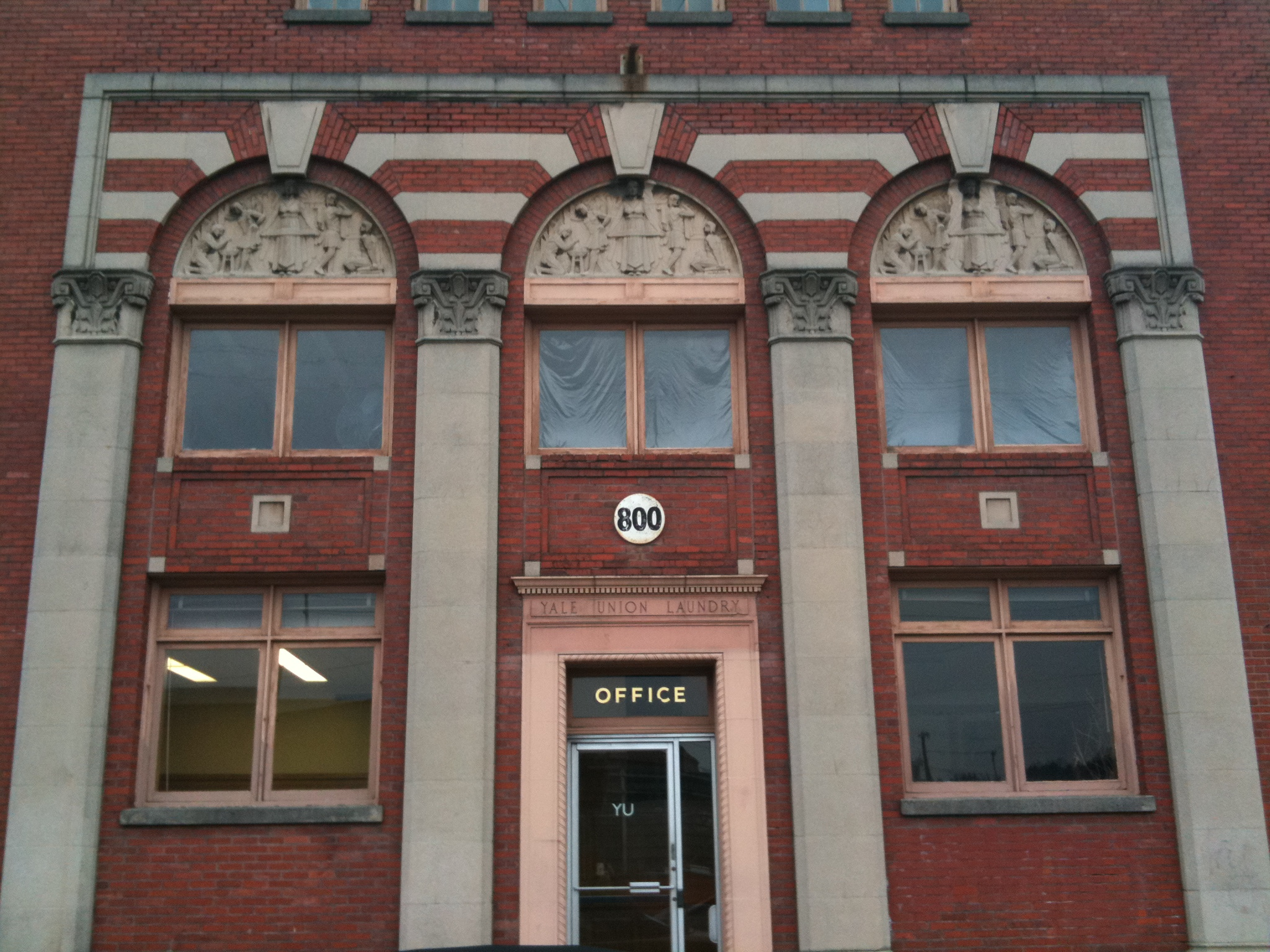
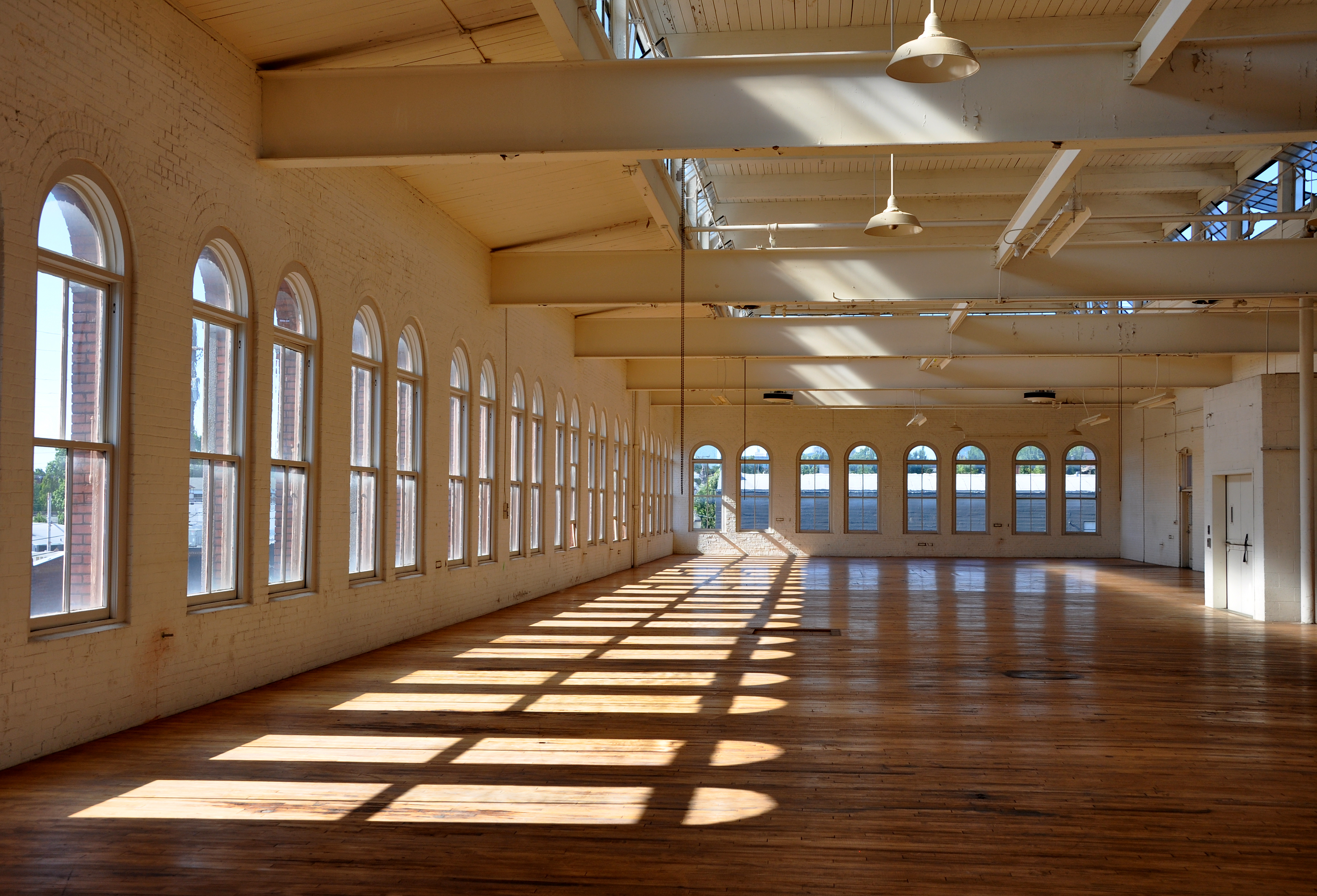
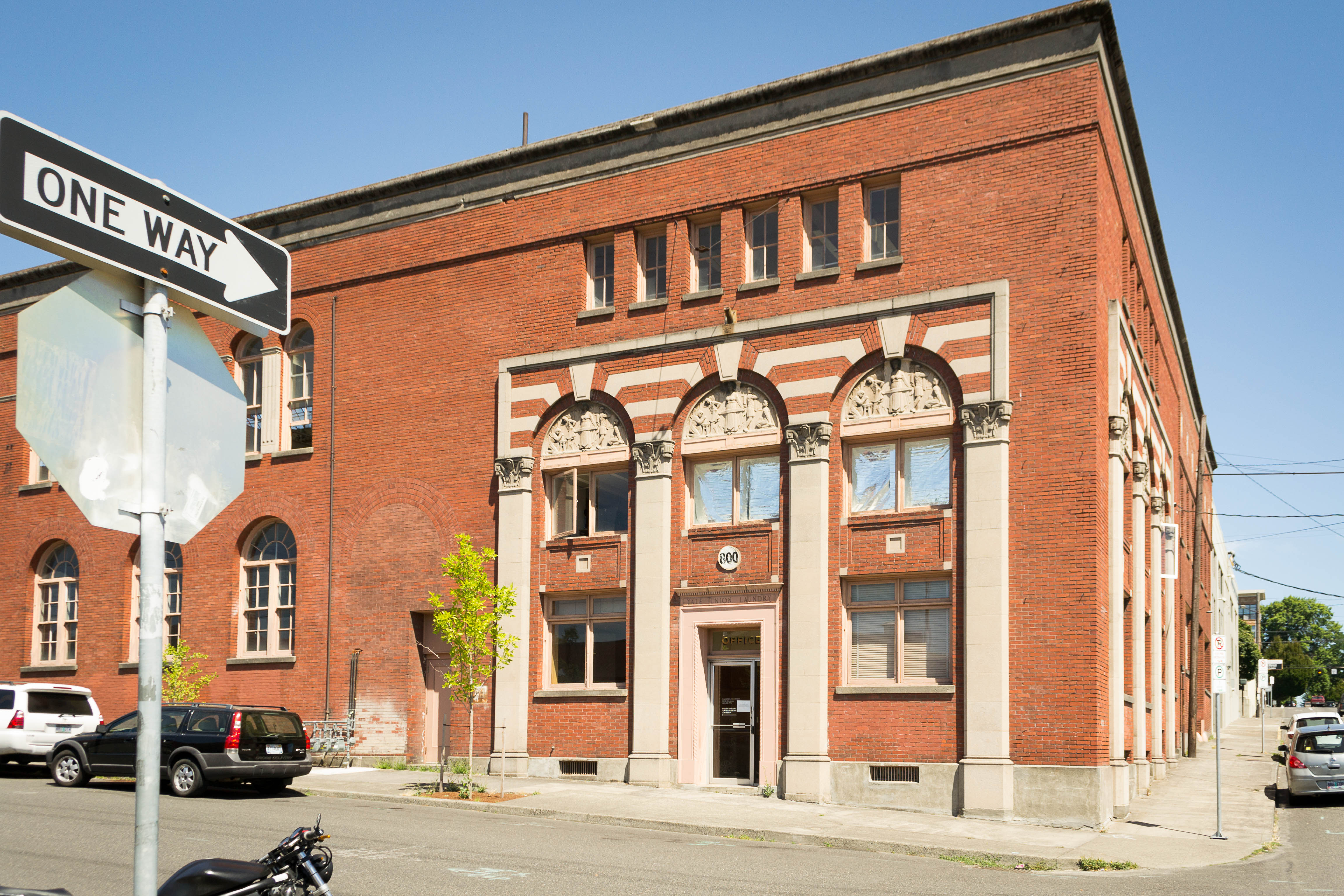